# 漢
漢（かん、拼音: Hàn）は、中国の王朝である。通例、前漢（紀元前206年 - 8年）と後漢（25年 - 220年）の二つの王朝（両漢）を総称して「漢王朝」と呼ばれる。また、ここから転じて中国全土や中国の主要民族を指す名称ともなった。以下の記事では王朝について記述する。
中国初の統一王朝だった秦王朝が紀元前206年に滅亡すると、中国は秦を討った各軍の将帥による群雄割拠の状態に戻っていた。こうした中、漢中及び巴蜀に封じられていた劉邦が紀元前202年に垓下の戦いで項羽を討って中国を再統一した。中国を統一した劉邦は、皇帝として即位するにあたって旧来の国号であった漢をそのまま統一王朝の国号として用いた。
この劉邦が開いた漢と、いったん滅亡したのち劉秀によって再興された後漢の漢王朝は、あわせて400年の長きに亘った。中国初の統一王朝は秦王朝だったが短命で滅びたこともあり、中国の統一状態を実質的に確定した王朝は直後の漢王朝とみなされることとなった。これから中国全土や中国の主要民族を指す名称として「漢」が用いられるようになった。
漢王朝の歴史の詳細については、前漢・後漢をそれぞれ参照。

## 歴史

### 漢（前漢）
紀元前202年に中国を統一した初代皇帝である劉邦（高祖）が紀元前195年に没したのち、しばらく高祖の皇后であった呂后とその一族が実権を握ったものの、紀元前180年に呂后が没するとその一族は粛清され、その後即位した5代文帝および6代景帝は文景の治と呼ばれる優れた統治を行い民力の休養に努めたため、漢の国力は伸長した。また、景帝時代の紀元前154年には各地に封じられていた諸侯が呉楚七国の乱と呼ばれる大反乱を起こしたが半年で鎮定され、これによって諸侯の勢力は大きく削られて中央政府の権力が強大化した。その後即位した7代武帝はこの充実した国力を背景に隣接地域に積極的な出兵を行い、北方の遊牧大勢力であった匈奴を破り、南越を併合し西域諸国を服属させて漢の全盛期を現出した。しかしこうした軍事行動は漢の財政を圧迫し、国力はこのころから下り坂に向かった。10代宣帝は前漢の中興の祖とたたえられる名君であり、この時期に国力は一時回復したものの、その後は衰退が進み、外戚の王莽が8年に簒奪を行って新王朝を建国し、漢王朝はいったん滅びた。

### 後漢
漢王朝は滅びたものの、王莽の政治は時代錯誤的なものが多く、社会にはなはだしい混乱を招いた。各地に群雄が割拠する中、新王朝は漢王家の劉家一族である更始帝によって打倒された。その更始帝政権も中国をまとめることができず崩壊し混乱が続く中、やはり漢王朝の一族である光武帝（劉秀）が国内を再統一し、漢王朝を復興した。この王朝のことを後漢と呼ぶ。後漢は2代明帝、3代章帝といった名君が続いて国力を回復させ、班超の働きによって一度撤退していた西域にも再進出したが、その後は皇帝の夭逝や無能な皇帝が続くようになり、宦官や外戚が国政を壟断するようになって国力は低下していった。そして184年に起こった黄巾の乱によって漢の統治力は大きく減退し、董卓の暴政とその董卓が192年に暗殺されたことで、漢王朝に実権は全くなくなり、以後は各地に群雄が割拠する中で曹操の庇護の下、細々と名目のみ存続する状態となった。やがて各地の群雄は華北の曹操、江南の孫権、蜀の劉備の三勢力に統合され、三国鼎立の様相を呈するようになった。220年に曹操が死去すると、後継者である曹丕は後漢最後の君主であった献帝に皇位を禅譲させ、新たに魏王朝を建国して、ここに漢王朝は滅亡した。

### 漢朝歴代皇帝

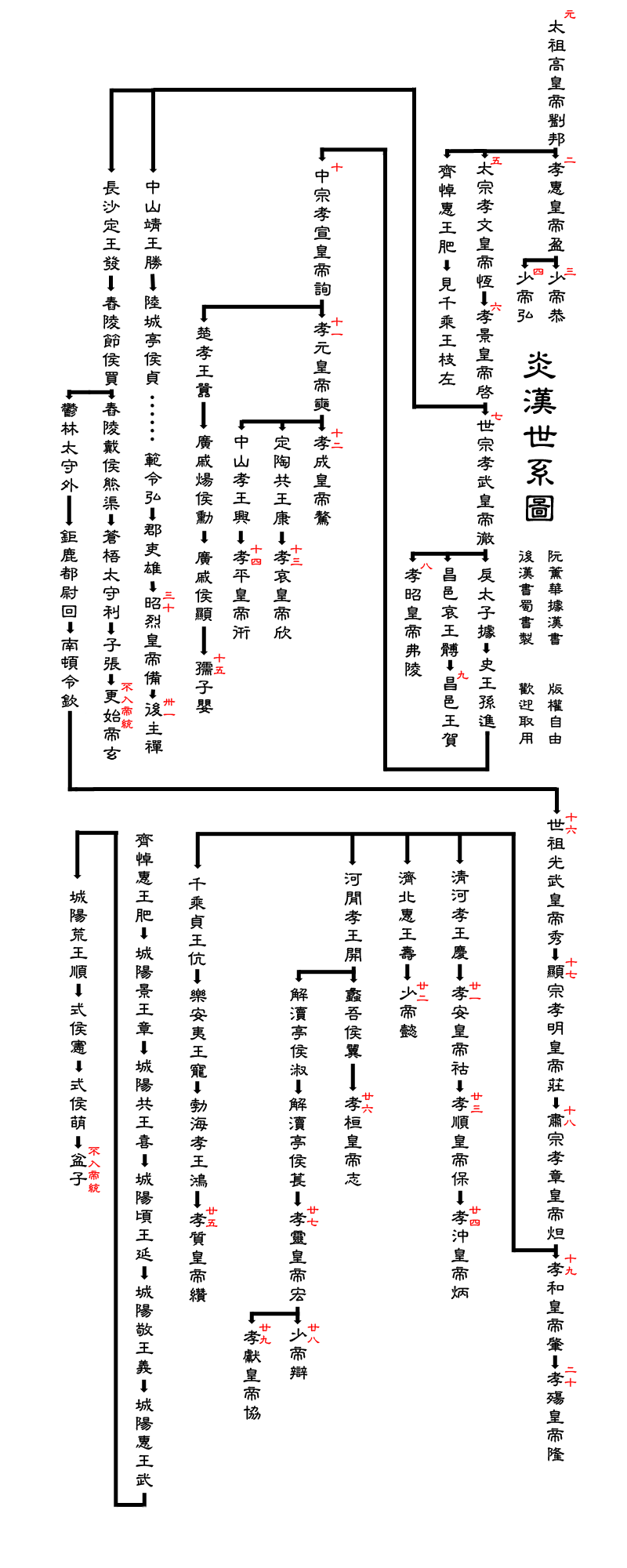
漢朝皇帝世系図

※代数は前後を合わす。また太字以外の皇帝は歴代に含めない場合もある。
| 代 | 名前             | 在位                      |
| -- | ---------------- | ------------------------- |
|    | ―漢（前漢）―     |                           |
| 1  | 太祖高帝         | 紀元前206年 - 紀元前195年 |
| 2  | 恵帝             | 紀元前195年 - 紀元前188年 |
| 3  | 前少帝           | 紀元前188年 - 紀元前184年 |
| 4  | 後少帝           | 紀元前184年 - 紀元前180年 |
| 5  | 太宗文帝         | 紀元前180年 - 紀元前157年 |
| 6  | 景帝             | 紀元前157年 - 紀元前141年 |
| 7  | 世宗武帝         | 紀元前141年 - 紀元前87年  |
| 8  | 昭帝             | 紀元前87年 - 紀元前74年   |
| 9  | 昌邑王（海昏侯） | 紀元前74年                |
| 10 | 中宗宣帝         | 紀元前74年 - 紀元前49年   |
| 11 | 高宗元帝         | 紀元前49年 - 紀元前33年   |
| 12 | 統宗成帝         | 紀元前33年 - 紀元前7年    |
| 13 | 哀帝             | 紀元前7年 - 紀元前1年     |
| 14 | 元宗平帝         | 紀元前1年 - 5年           |
|    | ―新末後漢初―     |                           |
| 15 | 武順王更始帝     | 23年 - 25年               |
|    | ―後漢―           |                           |
| 16 | 世祖光武帝       | 25年 - 57年               |
| 17 | 顕宗明帝         | 57年 - 75年               |
| 18 | 粛宗章帝         | 75年 - 88年               |
| 19 | 穆宗和帝         | 88年 - 105年              |
| 20 | 殤帝             | 105年 - 106年             |
| 21 | 恭宗安帝         | 106年 - 125年             |
| 22 | 少帝懿           | 125年                     |
| 23 | 敬宗順帝         | 125年 - 144年             |
| 24 | 沖帝             | 144年 - 145年             |
| 25 | 質帝             | 145年 - 146年             |
| 26 | 威宗桓帝         | 146年 - 167年             |
| 27 | 度宗霊帝         | 167年 - 189年             |
| 28 | 少帝弁           | 189年                     |
| 29 | 献帝             | 189年 - 220年             |

## 漢を国号とした諸国
漢の国号は皇帝であった劉氏の姓と密接に結びつき、前漢・後漢の両漢王朝以後も劉姓の王朝によってたびたび使われた。劉姓の王朝において「漢」を号しなかったものは、匈奴系の夏と南朝の宋のみであるが、逆に劉姓以外の王朝が漢を号したことは幾度かある。
- 蜀漢（三国時代の王朝、中山靖王劉勝あるいは斉武王劉縯の後裔と称した劉備が建国）
- 前趙（漢趙国・劉趙）[3]（匈奴屠各種攣鞮部の王朝）
- 成漢（成蜀・前蜀）（チベット系氐族の李特の政権）
- 後漢 (五代)（テュルク系突厥沙陀部の劉知遠の王朝）
  - 北漢（五代の後漢系の王朝）
- 南漢（五代十国のひとつ。広州周辺を領土とする。アラブ系説あり[4][5]）
- 漢（中国南北朝末の宇宙大将軍侯景の王朝。わずか5ヶ月で滅ぶ）
- 漢（中唐の朱泚の政権。はじめは秦と称した）
- 漢（元末の陳友諒の政権）
- 漢（明中期の劉通の政権）

## 「漢」名の由来

### 漢中（郡名・国名）
戦国時代、この地を支配した秦は漢江の上流域に漢中郡を置いた（「〜中」は河川流域の盆地をいう命名法）。秦が滅ぼされると、咸陽攻略の功労者劉邦が漢中・巴・蜀の地に王として封ぜられ、漢王（「漢中王」の意）を名乗った。

## 漢王朝に由来する諸名称

### 中国の地を意味する「漢」
「漢土」の語は、古写経本や僧侶の書簡などにみえ、これよりかつての日本では中国の地を指す名詞として用いられていたとされる。同様な言葉に「秦」「唐（もろこし）」がある。（南北朝期からモンゴル時代にかけて、華北（黄河流域）と華中（長江流域）を区別し、前者のみをさす用法もあった）

### 民族名・文化名としての「漢」
民族としての「漢民族」、エスニックグループとしての「漢人」「漢族」、そして漢字、漢語、漢風などの特定文化をさす「漢」は漢王朝の名に由来している。（漢王朝の時代に古代中国文化が完成したため、崇拝をこめて漢王朝が回顧されることが中国では一般的である）（南北朝期からモンゴル時代にかけて、華北（黄河流域）住民と華中（長江流域）住民を区別し、前者のみをさす用法もあった）